# جياني بيوي
جياني بيوي (بالإيطالية: Gianni Bui)‏ هو مدرب كرة قدم ولاعب كرة قدم إيطالي، ولد في 5 يونيو 1940 في سيراماتسوني في إيطاليا. لعب مع إيه سي ميلان ونادي بولونيا ونادي بيزا ونادي تورينو ونادي سبال ونادي فاريسي ونادي كاتانزارو ونادي لاتسيو وهيلاس فيرونا.

## وصلات خارجية
- جياني بيوي على موقع قاعدة بيانات كرة القدم.إي يو (الإنجليزية)
- جياني بيوي على موقع عالم كرة القدم.نت (الإنجليزية)